# Мотрин Монастир (картина)
«Мо́трин Монасти́р» — малюнок Тараса Шевченка з альбому 1845 року (11-ий аркуш), виконаний у квітні—жовтні 1845 року. Ліворуч унизу чорнилом рукою написано: «Мотрин Монастир». На звороті — малюнок «Чигринський дівочий монастир».